# Kinesiología aplicada
La kinesiología aplicada (KA) es una técnica derivada de la quiropráctica basada en pseudociencia englobada dentro de la medicina alternativa la cual dice poder diagnosticar enfermedades y elegir tratamientos probando la fuerza y la debilidad de los músculos.
La kinesiología aplicada no tiene validez diagnóstica y cuando se le usa para evaluar el estado de los nutrientes no es mejor que las suposiciones al azar.

## Historia y uso actual
George J. Goodheart, un quiropráctico, desarrolló la kinesiología aplicada en 1964 y comenzó a enseñarla a otros quiroprácticos. Una organización de grupos de estudio de Goodheart comenzó a reunirse en 1973, eligiendo el nombre de "Colegio Internacional de Kinesiología Aplicada" (ICAK) (The International College of Applied Kinesiology) en 1974, adoptó sus estatutos en 1975, eligió a los funcionarios en 1975 y "certificó" a sus miembros fundadores en 1976. El ICAK ahora considera 1976 como la fecha de su fundación y 1973 como la fecha en que asumió el cargo su primer presidente.
Si bien esta práctica es utilizada principalmente por quiroprácticos, la KA también es usada por otros profesionales de medicina alternativa. En 2003, fue la décima técnica quiropráctica más utilizada en los Estados Unidos, con un 37,6% de los quiroprácticos empleando este método y un 12,9% de los pacientes tratados con él. Algunas técnicas básicas basadas en KA también han sido utilizadas por distribuidores de suplementos nutricionales, incluidos los distribuidores con formato multinivel.

## Principios
La kinesiología aplicada se presenta como un sistema que evalúa los aspectos estructurales, químicos y mentales de la salud mediante el uso de un método denominado "prueba de respuesta muscular" o "prueba muscular manual" junto con los métodos de diagnóstico convencionales. La premisa esencial de la kinesiología aplicada, que no es compartida por la teoría médica convencional, es que toda disfunción orgánica se acompaña de una debilidad en un músculo correspondiente específico en lo que se denomina "relación viscerosomática".
Las modalidades de tratamiento en las que confían los practicantes de la KA incluyen manipulación y movilización de articulaciones, terapias miofasciales, craneales y de meridianos, nutrición clínica y asesoramiento dietético.

### Pruebas musculares
En la kinesiología aplicada las pruebas musculares se realizan haciendo que el paciente utilice el músculo o grupo de músculos objetivo para resistir una fuerza aplicada por el médico. En ocasiones, una respuesta suave se denomina "músculo fuerte" y una respuesta que no era apropiada a veces se denomina "respuesta débil". Esta no es una prueba cruda de fuerza, sino más bien una evaluación subjetiva de la tensión en el músculo y la suavidad de la respuesta, considerada como indicador de una diferencia en la respuesta de las células fusiformes durante la contracción. Se afirma que estas diferencias en la respuesta muscular son indicativas de diversas tensiones y desequilibrios en el cuerpo.
Una prueba muscular débil se equipara a disfunción y desequilibrio químico o estructural o estrés mental, indicativo de un funcionamiento subóptimo. Puede ser un funcionamiento subóptimo del músculo objetivo probado, o un músculo que funcione normalmente de manera óptima se puede utilizar como músculo indicador para otras pruebas fisiológicas. Una prueba común y muy básica es la prueba del brazo jalado hacia abajo, o "prueba Delta", donde el paciente se resiste mientras el médico ejerce una fuerza hacia abajo sobre un brazo extendido. El posicionamiento adecuado es primordial para garantizar que el músculo en cuestión esté aislado o posicionado como el motor principal, minimizando la interferencia de los grupos de músculos adyacentes.

### Pruebas de nutrientes
Las pruebas de nutrientes se realizan examinando la respuesta de varios de los músculos del paciente a una variedad de productos químicos. Se dice que la estimulación gustativa y olfativa altera el resultado de una prueba muscular manual, fortaleciendo músculos previamente débiles mediante la aplicación del suplemento nutricional correcto, y músculos previamente fuertes debilitados por la exposición a sustancias o alérgenos dañinos o desequilibrantes.
Aunque la ICAK desaprueba esta modalidad, la estimulación para probar la respuesta muscular a una determinada sustancia química también se realiza por contacto o proximidad (por ejemplo, se realiza la prueba mientras el paciente sostiene un frasco de píldoras).

### Localización terapéutica
La localización terapéutica es otra técnica de diagnóstico que utiliza la prueba muscular manual que es exclusiva de la kinesiología aplicada: El paciente coloca una mano que no se está probando sobre la piel sobre un área que se sospecha que necesita atención terapéutica. Este contacto con la yema del dedo puede provocar un cambio en la respuesta muscular de fuerte a débil o viceversa cuando está indicada una intervención terapéutica. Si el área tocada no está asociada con la necesidad de tal intervención, la respuesta muscular no se ve afectada.

## Eficacia
La kinesiología aplicada no tiene validez diagnóstica y cuando se la usa para evaluar el estado de los nutrientes no es mejor que las suposiciones al azar.
En 2015, el Departamento de Salud del Gobierno de Australia publicó los resultados de una revisión de terapias alternativas que buscaba determinar si alguna era adecuada para ser cubierta por un seguro médico; La kinesiología aplicada fue una de las 17 terapias evaluadas para las que no se encontró evidencia de efectividad.
Según la Sociedad Estadounidense del Cáncer, "la evidencia científica disponible no respalda la afirmación de que la kinesiología aplicada pueda diagnosticar o tratar el cáncer u otras enfermedades".
Una revisión de 2007 de varios estudios científicos de procedimientos específicos de kinesiología aplicada y pruebas de diagnóstico concluyó: "Cuando la kinesiología aplicada se separa de las pruebas estándar ortopédicas musculares, los pocos estudios que evalúan procedimientos únicos de KA refutan o no pueden respaldar la validez de los procedimientos de KA como pruebas de diagnóstico. La evidencia hasta la fecha no respalda el uso de pruebas musculares manuales para el diagnóstico de enfermedades orgánicas o condiciones preclínicas o subclínicas".
Otro estudio publicado en 2005 concluyó que "hay poca o ninguna justificación científica para estos métodos. Los resultados no son reproducibles y cuando se someten a pruebas rigurosas no se correlacionan con la evidencia clínica de alergias".
En 1988 la Fundación ALTA para la Investigación en Medicina del Deporte realizó un estudio doble ciego en Santa Mónica, California, el cual se publicó en el Journal of the American Dietetic Association de junio de 1988. El estudio utilizó tres practicantes de KA con experiencia y concluyó que, "Los resultados de este estudio indicaron que el uso de la kinesiología aplicada para evaluar el estado de los nutrientes no es más útil que las suposiciones al azar".

A pesar de más de cuatro décadas de revisiónes, ECA (ensayos controlados aleatorios) y otros métodos de evaluación, incluso los investigadores comprometidos con la disciplina emitieron la siguiente opinión:
"Una deficiencia es la falta de ECA para corroborar (o refutar) la utilidad clínica (eficacia, efectividad) de las intervenciones quiroprácticas basadas en los hallazgos de las pruebas musculares manuales. Además, debido a que la etiología de una debilidad muscular puede ser multifactorial, cualquier ECA que emplee solo un modo de la terapia en una sola área del cuerpo puede producir resultados deficientes debido a estas limitaciones".
En 1998, un pequeño estudio piloto publicado en el International Journal of Neuroscience mostró una correlación entre las pruebas musculares de kinesiología aplicada y los niveles de inmunoglobulina sérica para las alergias alimentarias. 19 de 21 (90,5%) sospechas de alergias alimentarias diagnosticadas por kinesiología aplicada fueron confirmadas por pruebas de inmunoglobulina sérica. Sin embargo, una revisión de seguimiento publicada en 2005 en Current Opinion of Allergy and Clinical Immunology concluyó que la kinesiología aplicada no tenía una base comprobada para el diagnóstico.

### Declaraciones de posicionamiento

#### Diagnóstico de alergias
En los EE. UU. la Academia Estadounidense de Alergias, Asma e Inmunología y el Instituto Nacional de Alergias y Enfermedades Infecciosas han aconsejado que la kinesiología aplicada no se utilice en el diagnóstico de alergias.
La Academia Europea de Alergología e Inmunología Clínica, el Instituto Nacional de Excelencia Clínica  del Reino Unido, la Sociedad Australasia de Inmunología Clínica y Alergias y la Sociedad sobre Alergias de Sudáfrica ha también aconsejaron en contra de utilizarla en el diagnóstico de alergias.
La Organización Mundial sobre Alergias no tiene una posición formal sobre kinesiología aplicada, pero en los materiales educativos de su programa Global Resources In Allergy enumera la kinesiología aplicada como una prueba no demostrada y la describe como inútil.

#### Asociación Danesa de Quiropráctica
Según una carta del 26 de marzo de 1998 de la DKF (Dansk Kiropraktor Forening - Asociación Danesa de Quiropráctica), a raíz de las quejas públicas de pacientes que reciben atención homeopática y/o kinesiología aplicada en lugar de atención quiropráctica estándar (según la define la DKF). La DKF ha determinado que se la kinesiología aplicada no es una forma de atención quiropráctica y no debe presentarse al público como tal. Los quiroprácticos pueden seguir practicando la KA y la homeopatía siempre que se considere que es una alternativa y un complemento de la atención quiropráctica y no se realice en una clínica quiropráctica. Los quiroprácticos no pueden inferir o insinuar que la profesión quiropráctica danesa respalde la kinesiología aplicada como legítima o efectiva, ni la palabra/título de quiropráctico/quiropráctica puede usarse o asociarse con la práctica de la kinesiología aplicada.

## Críticas
Se ha señalado el hecho de que casi todas las pruebas de AK son subjetivas y se basan únicamente en la evaluación de la respuesta muscular por parte del médico. Específicamente, algunos estudios han demostrado que la confiabilidad entre repeticiones de las pruebas, entre diferentes profesionales que realizan la misma prueba y la precisión de los resultados no tienen mejores correlaciones que el azar.
Algunos escépticos han argumentado que no existe una comprensión científica de la teoría subyacente propuesta de la supuesta relación viscerosomática, y la eficacia de la modalidad en algunos casos no está establecida y en otros es dudosa.
Los escépticos también han descartado la KA como "charlatanería", "pensamiento mágico" y una interpretación errónea del efecto ideomotor.
La kinesiología aplicada también ha sido criticada por motivos teóricos y empíricos, y caracterizada como pseudociencia. Que presenta solo relatos anecdóticos que afirman proporcionar evidencia positiva de la eficacia de la práctica.